# فتيحة (اسم)

اسم فاتِحة مشتاق من سورة الفاتحة تيمنا بفتاحة الكتاب مكتوب ب"خط عربي" عادي، (خط النسخ).

اسم عربي شائع خصوصا دول المغرب العربي، الجزائر تونس والمغرب، وهو من الفتاحة والفتح، وهو اسم ذو دلالة يسر الأحوال والنعم، وهو نقيض الضيق والإِغلاق والأبواب الموصدة. وقد يشير إيضا إلى الحياة الفاتحة كما يشير إلى النضارة، والألوان الفاتحة التي تسرّ الناظرين.

## أعلام وأماكن باسم فاتِحة
- الفتيح (الرقة) على صيغة المذكر، قرية سورية، في محافظة الرقة.
- الفتيحات
- الكاتبة والروائية فاتِحة مرشيد
- الصحفية الاعلامية فاتِحة أوعلي

## وصلات خارجية
مصطلح فتح في موقع المعاجم